# Obelia
Obelia is een geslacht van hydroïdpoliepen. Er zijn ongeveer negen soorten geclassificeerd in dit geslacht. De diertjes zijn niet groot (2 tot 3 cm in hoogte) en leven uitsluitend in water, zoals in kustwateren. Eigenaardigheden aan dit geslacht zijn de twee grote levensfasen waarin een medusestadium en poliepstadium voorkomt. Daarnaast vertonen sommige soorten luminescentie, oftewel het uitzenden van licht.
Hydroïdpoliepen zijn oppertunistische predatoren en vangen voorbijdrijvende voedseldeeltjes en ander organisch materiaal. De vertegenwoordigers van het geslacht Obelia leven voornamelijk van snel bewegende kleine plankton.

## Leefgebied
In de deze kolonies zijn vaak vastgehecht op rotsen, stenen, dierlijke schelpen, houten palen en op oppervlakten van groot zeewier, zoals Laminaria. Ze hechten zich vast met behulp van draden die lijken op wortels. Ze komen talrijk voor in de Atlantische Oceaan en de Stille Oceaan tot een diepte van 80 meter.

## Levenscyclus
De levenscyclus van Obelia kan onderverdeeld worden in 2 fasen: de poliepenfase en de medusenfase (kwalfase).

### Poliepenfase

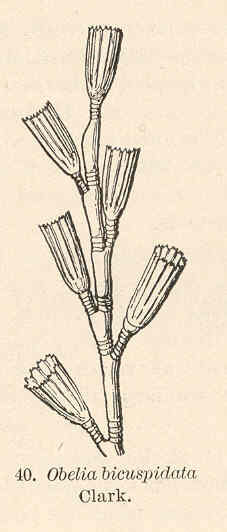
Poliepenfase van Obelia bidentata

In de poliepenfase leven leden van Obelia op de bodem van oceanen en groeien tot ze een hoogte van ongeveer 2 à 3 cm bereikt hebben. Hun kleur varieert van witachtig tot lichtbruin. Ze zijn semitransparent. Ze bestaan uit verticaal vertakte stelen, deze stelen heten hydrocauli (enkelvoud: hydrocaulus). Elk uiteinde van een vertakking groeit uit tot oftewel een voedende gastrozooid of een gonozooid.
- Gastrozooïden (voedingspoliepen) bezitten ongeveer 30 stekende tentakels gelegen rond hun mond. Met deze tentakels proberen ze zoveel mogelijk voedsel te verzamelen. Ze doen denken aan een kleine Hydra. Synoniemen voor de gastrozooids zijn trophozooids en hydranthen. Ze zijn geelachtig van kleur en radiaal symmetrisch. Hun mond kan verwijden en contraheren, om voeding op te nemen. Alle gastrozooids binnen 1 kolonie zijn onderling verbonden door een gastrovasculaire holte.
- Gonozooïden (voortplantingspoliepen) zijn de tweede soort poliepen en hun functie is seksuele reproductie. Een synoniem is blastozooids. Deze poliepen komen in kleinere aantallen voor dan de buikpoliepen en groeien uit de bladoksels van oudere gastrozooids. Gonozooids hebben de vorm van een lange smalle buis. Ze doen aan ongeslachtelijke voortplanting en produceren hierbij kleine kwallen, die ze vrijlaten zodra ze volwassen zijn. Dit proces, de vorming van medusen, heet strobilatie. Als de kwallen vrij in de oceaan zwemmen, spreekt men van de medusenfase.

### Medusenfase

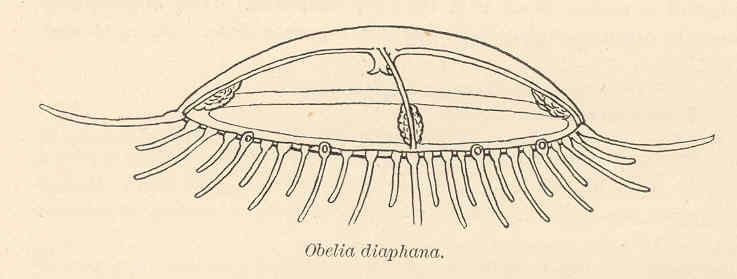
Medusenfase van Obelia geniculata

De medusenfase wordt, om onderscheid te maken met de gewone kwallen, de hydromedusefase genoemd.
Mudusen oftewel kwallen van het geslacht Obelia worden zodra ze volwassen zijn, vrijgelaten in de open oceaan. Vanaf deze fase gaan de dieren vrij zwemmen, in plaats van vastgehecht te zitten op de bodem. Deze kwallen hebben slechts één geslacht en gaan dus naar het andere geslacht op zoek om aan geslachtelijke voortplanting te doen. Dit doen ze door eicellen en spermacellen in het water vrij te geven. De bevruchting gebeurt uit het dierenlichaam en hierbij ontstaat een zygote. Deze zygote groeit uit tot een embryo en wordt vervolgens een vrij zwemmende planula. Dit planula gaat zich ergens vasthechten, zoals op rotsen, schelpen en andere bodems en ontwikkelt tot een poliep. Deze poliepen produceren weer nieuwe medusae en zo begint heel de levenscyclus opnieuw.

## Taxonomie
Negen soorten zijn officieel geclassificeerd in het geslacht, maar toch zijn enkele taxonomen het daar niet mee eens. Sommige wetenschappers menen dat er maar vier geldige soorten zijn en anderen denken dat er veel meer dan negen soorten zijn die behoren tot dit geslacht.

### Onzekerheid over soorten
Er zijn echter sommige soorten (8 volgens het World Register of Marine Species) die door sommige onderzoekers worden toegeschreven aan Obelia, en door sommigen aan drie andere geslachten. Deze geslachten zijn Laomedea, Gonothyraea en Hartlaubella en zouden zeer verwant zijn aan Obelia. De meeste wetenschappers zijn het erover eens dat al deze geslachten behoren tot de onderfamilie Obeliinae (Haeckel 1889). Sommigen omvatten ook Clytia in Obeliinae, maar weer zijn er velen die dit tegenspreken.

#### Laomedea
Enkele taxonomen vinden het noodzakelijk om ook de soorten van het geslacht Laomedea bij de Obelia onder te verdelen, met inbegrip van soorten zoals Laomedia angulata, Laomedea calceolifera, Laomedea exigua, Laomedea flexuosa en Laomedea neglecta. Deze taxonomen beweren dat er praktisch geen verschillen zijn tussen Laomedea en Obelia met uitzondering van het 'vrije medusa stadium", waarbij het lichaam de vorm heeft van een paraplu.

#### Gonothyraea
Dit geslacht bevat drie soorten: Gonothyraea loveni, Gonothyraea nodosa en Gonothyraea inornata. Er zijn bijna geen verschillen tussen de soorten van Gonothyraea en die van Obelia. Een klein verschil is dat deze soorten geen medusenfase kennen.

#### Hartaubella
Dit geslacht bestaat uit slechts één soort, de Hartlaubella gelatinosa. Ook bij dit geslacht is het niet gemakkelijk om het te onderscheiden van de andere drie geslachten. Alweer zit het verschil in het vrije medusaproces.

## Celsamenstelling en cytogenetica
Het is vrijwel bekend dat Cnidaria, als lagere ongewervelden, een zeer eenvoudige structuur hebben, zowel op cellulair, weefsel- als morfologisch niveau. Het onderzoek naar de celstructuur van Campilariidae kreeg een echte opleving in de jaren '60 en '70, in het bijzonder in de jaren '80 door Russische wetenschappers. Deze onderzoeken zijn voornamelijk uitgevoerd op de soort Obelia loveni (=Gonothyraea loveni).
Interessante gegevens over de cytogenetische potentie van cellen tijdens seksuele periodes, de rijping en de hydrorhyza-status werden verkregen op kolonies van deze soort in de Witte Zee. Dankzij soortgelijke onderzoeken met betrekking tot Laomedea, Gonothyraea, Hartaubella en Obelia kunnen we de cytogenetische processen met elkaar vergelijken.
De informatie over de chromosoomsamenstelling van Obeliinae soorten is gering.

## Classificatie

### Soorten
- Obelia bidentata Clark, 1875
- Obelia castellata Clarke, 1894
- Obelia dichotoma (Veelvertakte zeedraad) Linnaeus, 1758
- Obelia diversa Fraser, 1948
- Obelia geniculata (Geknoopt zeedraad) Linnaeus, 1758
- Obelia irregularis Fraser, 1943
- Obelia longissima (Lange zeedraad) Pallas, 1766
- Obelia spongicola Watson, 2011
- Obelia striata Clarke, 1907

### Twijfelachtige soorten
Soms worden deze soorten ook toegeschreven aan Obelia. Wetenschappers die hieraan twijfelen verdelen deze organismen liever in drie andere geslachten, die vervolgens heel nauw verwant zijn aan het geslacht Obelia. Men is het wel eens dat alle definitieve soorten inclusief onderstaande lijst behoren tot de onderfamilie Obeliinae.
- Obelia austrogeorgiae Jäderholm, 1905
- Obelia fimbriata Dalyell, 1848
- Obelia lucifera Forbes, 1848
- Obelia multicia Browne, 1902
- Obelia multicilia Browne, 1902
- Obelia plana M. Sars, 1835
- Obelia pyriformis Agassiz, 1865
- Obelia thornelyi Nutting, 1927

## Luminescentie
Luminescentie oftewel het uitzenden van licht is een van de meest interessante kenmerken van leden van Obelia. Men is er zelfs nog niet helemaal uit en het proces is maar half begrepen. Vooral weefsel van de poliepen doen aan deze vorm van lichtuitzending.